# كيث مودي
كيث مودي (بالإنجليزية: Keith Moody)‏ هو لاعب كرة قدم أمريكية أمريكي، ولد في 13 يونيو 1953 في ساليسبري في الولايات المتحدة.

## وصلات خارجية
- كيث مودي على موقع مرجع كرة القدم المحترفة.كوم (الإنجليزية)